# Ampie's Broadcasting Corporation Suriname N.V
Ampie's Broadcasting Corporation Suriname N.V., nota anche con l'acronimo ABC, è un gruppo radiotelevisivo del Suriname. Trasmette da Maystraat, Paramaribo, in olandese e sranan tongo.

## Storia

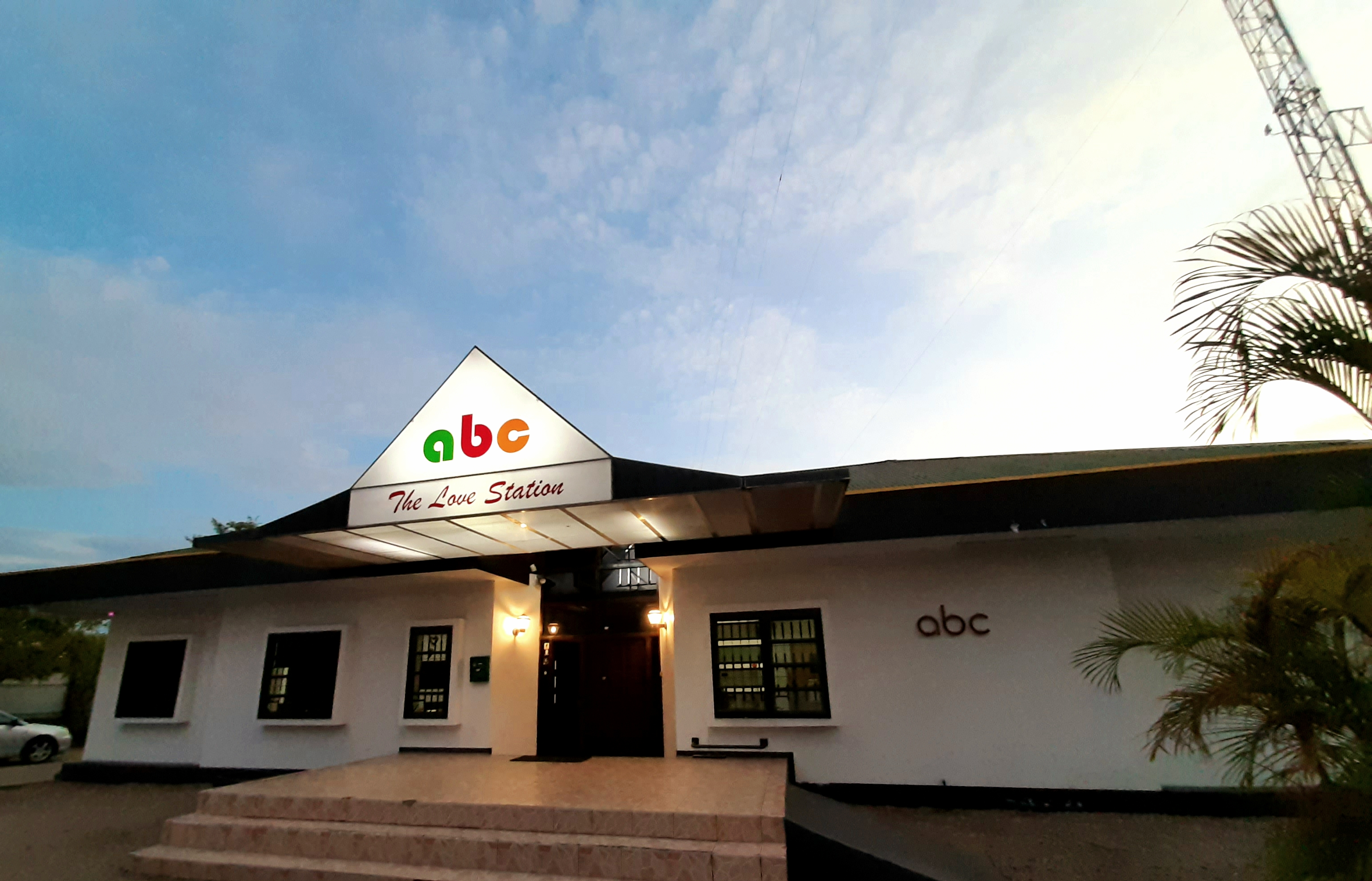
Sede di ABC a Maystraat, Paramaribo.

Radio ABC fu fondata dal dirigente sportivo e politico André Kamperveen, che negli anni cinquanta aveva lavorato nel settore della pubblicità e per Radio Apintie, dove era il direttore del notiziario. Il sogno di Kamperveen di possedere un giorno un suo canale si realizzò il 6 dicembre 1975, quando Radio ABC finalmente andò in onda. Dalla sua fondazione nel 1975 la stazione godette di popolarità in Suriname proponendo notizie, conversazioni radiofoniche, commedie, sport e molta musica.
Radio ABC dette voce alle critiche al regime militare che aveva preso il controllo del Paese nel 1980. Nel 1982 il regime cercò di zittire la stazione; durante i massacri di dicembre sia André Kamperveen che il giornalista Frank Wijngaarde furono uccisi; due stazioni radio, tra cui ABC, furono bruciate totalmente, così come vennero distrutti gli uffici di un giornale e la sede di un sindacato. Per 11 anni ABC fu assente dal panorama radiofonico del Paese.
Il 6 dicembre 1993 Radio ABC tornò a trasmettere grazie a John e Henk Kamperveen, i figli di André Kamperveen, che erano stati impegnati nelle operazioni di ripristino dal 1991. La formula della love station, come da sempre è soprannominata, rimase quella originaria, benché in una versione aggiornata e ammodernata.
A dicembre 1997 ritornò attiva anche la TV di ABC; seguendo la filosofia di sempre, un gruppo di registi e di produttori televisivi nonché di presentatori trovò una nuova casa presso il canale. In contemporanea al lancio furono introdotti nuovi programmi e molti DJ che in passato venivano solo ascoltati alla radio iniziarono a sviluppare loro spazi visivi sul canale, novità nel panorama TV surinamese.
Il 1º novembre 2003 il presentatore di lungo termine nonché creatore di tendenze presso ABC Radio Johnny Kamperveen morì all'età di 57 anni a causa di un'infezione batterica. La sua carriera presso la stazione era andata dal suo concepimento nel 1975 al 2002, venendo coinvolta in tutta la sua turbolenta storia.

## Servizi

### Radio
- Radio ABC, stazione radiofonica nazionale generalista

### Televisione
- ABC TV, canale televisivo nazionale generalista